# Костёл Святого Георгия (Вильнюс)
Костёл Свято́го Гео́ргия и монасты́рь кармели́тов в Ви́льнюсе (лит. Vilniaus Šv. Jurgio bažnyčia ir karmelitų vienuolynas) — ансамбль католического костёла и бывшего монастыря кармелитов в южной части Старом городе Вильнюса. Состоит из недействующего костёла Святого Георгия, колокольни, ворот и зданий монастыря, образующих три двора неправильной формы, и занимает участок в глубине застройки между улицами Сирвидо и Тилто и площадью Винцо Кудиркос. Официальный адрес улица К. Сирвидо 4 (K. Sirvydo gatvė 4; в советское время улица Рашитою 4)
Костёл заложен в 1506 году воеводой виленским и канцлером великим литовским Николаем Радзивиллом в память о победе над татарами в битве под Клецком.
В настоящее время костёл не действует, часть помещений использует Литовская национальная библиотека имени Мартинаса Мажвидаса. Является памятником архитектуры местного значения (AtV 18) и охраняется государством; код 1035 в Регистре культурных ценностей Литовской Республики.

## История

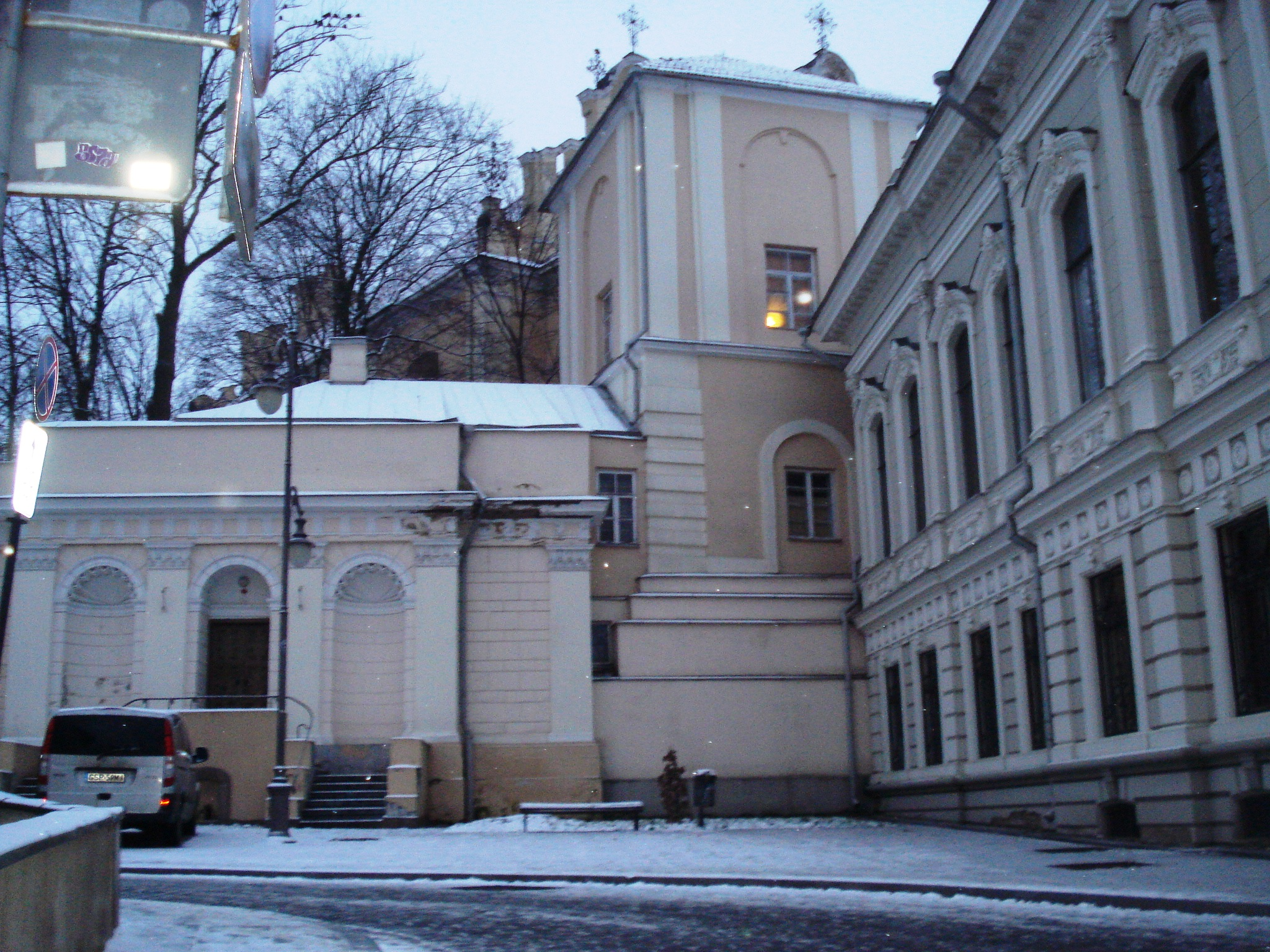
Ворота и колокольня на улице К. Сирвидо

Храм, заложенный Николаем Радзивиллом за тогдашней стеной города на невысоком холме в своих владениях, первое время был собственным костёлом Радзивиллов. Обслуживали его обосновавшиеся поблизости кармелиты. Именовался костёлом Пресвятой Девы Марии, в благодарность Деве Марии за победу под Клецком, которая пришлась на день Девы Марии Снежной, и Святого Георгия как покровителя государства и рыцарей.
В 1749 году храм был уничтожен пожаром. В 1750—1755 годах костёл был отстроен по проекту скульптора и архитектора Франциска Игнатия Хофера на средства воеводы новогрудского Ежи Радзивилла.
Ансамбль при костёле сформировался в первой половине XVIII века и первоначально занимал более обширный участок, чем теперь. Хозяйственные постройки монастыря в XIX веке были частью снесены, частью перестроены в дома по улице Тилто, не относящиеся к ансамблю.
В 1797 году или 1798 году кармелиты передали ансамбль Виленской духовной католической семинарии. После реконструкции зданий бывшего монастыря ансамбль окончательно сформировался. В конце XIX — начале XX века изменилась урбанистическая ситуация: вокруг были выстроены двух- и трёхэтажные дома, из-за чего костёл и ансамбль перестали доминировать в этой местности.
После Второй мировой войны в зданиях ансамбля размещались различные учреждения культуры и просвещения, в частности, Книжная палата и Государственный ансамбль песни и танца Литовской ССР. С конца XX века в помещениях бывшего монастыря работала Книжная палата, а здание храма использовалось как книгохранилище.

## Архитектура

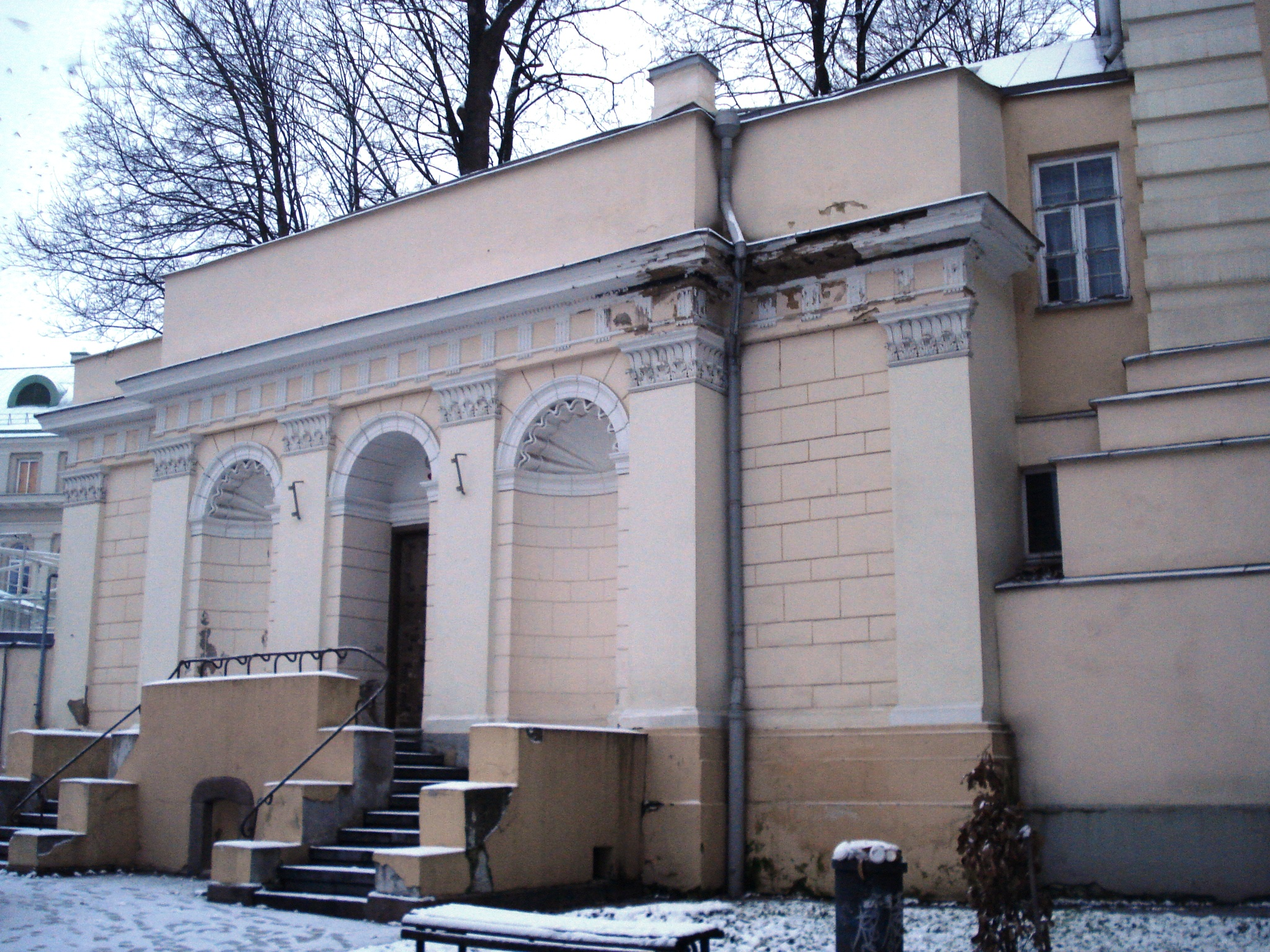
Ворота в стиле ампир

В архитектуре ансамбля доминируют черты барокко. Костёл, заложенный Николаем Радзивиллом за тогдашней стеной города, первоначально был готическим, но после радикальной перестройки в конце XVIII века утратил черты средневековой структуры, приобретя формы позднего барокко, родственные формам доминиканского костёла Святого Духа. Храм однонефный 28 х 14,5 м, с часовней Святого Иосифа с северной стороны. Крыша крыта черепицей. У костёла нет характерных для литовского барокко башен, благодаря чему выделяются образующие верхнюю часть экстерьера три пластичные фронтона. Главный западный фасад пилястры, фрагментарный антаблемент, карнизы, волюты и рельефный декор.
Прямоугольная в плане двухъярусная колокольня, сложенная из кирпича, стоит между воротами и восточным корпусом монастыря. Проходное помещение первого этажа соединяет ворота и боковой двор монастыря. Фасады отделаны пилястрами. Предполагается, что колокольня была построена в 1506 году, одновременно с готическим храмом. В XVI — первой половине XVIII века у колокольни был высокий шпиль, в 1750—1755 годах заменённый четырёхскатной крышей. В начале XIX века колокольня приобрела нынешний вид.
Ворота были построены в 1809 году по проекту архитектора Жозефа Пусье в стиле ампир. Это одно из первых сооружений такого стиля в Литве. Декоративная стена главного фасада с низким аттиком украшена пилястрами. Между ними располагаются три глубокие арочные ниши; двери находятся в средней нише.
В интерьере храма обильная барочная стенная роспись. Помимо главного алтаря, в костёле ещё пять алтарей — во имя Святого Иосифа, Святого Фаддея, Святого пророка Илии, Святого Иоанна патриарха кармелитов и Святой Филомены.